# Roine Stolt
Roine Stolt (Uppsala, 5 september 1956) is een Zweeds gitarist, zanger als ook songwriter. Hij is leider van de muziekgroep The Flower Kings en Kaipa Da Capo. Hij laat zich voor wat betreft muziek inspireren door Yes en Genesis uit de jaren zeventig en Frank Zappa uit de tijd van The Mothers of Invention.
Hij was dertien toen hij zijn eerste concert bezocht; dat was van de Zweedse band Made in Sweden met gitarist George Wadenius. Op vijftienjarige leeftijd ging hij gitaar spelen.
Zijn muzikale loopbaan begon in 1974 bij de muziekgroep Kaipa. Hij zou er tot 1979 lid van zijn en drie studioalbums vol spelen. Hij opteerde voor een zelfstandige loopbaan en in dat jaar verscheen het eerste album onder zijn eigen naam (Fantasia). Echt van de grond kwam het niet. Hij werkte als gitarist bij wie hem wilde inschakelen en was ook even geluidstechnicus. Het eerste succes binnen de niche progressieve rock kwam met zijn album The Flower Kings. Van daaruit kon hij weer een aantal musici om zich heen verzamelen; de albumtitel werd de bandnaam. De band bestond dan weer wel en dan weer niet. Stolt vulde zijn tijd met het musiceren met anderen. 
Zo werd hij in 1999 lid van de supergroep Transatlantic, andere leden waren Neal Morse, Mike Portnoy en Pete Trewavas.  Na een korte periode viel dit vanwege de werkzaamheden van elk weer uiteen, om dan onregelmatig weer bijeen te komen. In 2008 was er een nieuw project in zijn leven: samen met Nad Sylvan werkte hij onder de naam Agents of Mercy. In de 21e eeuw kwam er een nieuwe versie van Kaipa, waar hij weer lid van was. Vanwege de rechten op de bandnaam, werd die naam rond 2015 gewijzigd in Kaipa Da Capo. In 2003 en 2004 speelde hij in The Tangent. Hij toerde in de jaren tien met  Steve Hackett en kwam met een album voortkomend uit een samenwerking met Jon Anderson resulterend in Invention of knowledge. In 2018 volgde The Sea Within.
Na jaren van stilte binnen The Flower Kings werd in 2021 het album Islands uitgebracht.

## Discografie als soloartiest
- 1979: Fantasia
- 1985: Behind the walls
- 1989: The lonely heartbeat
- 1994: The flower king
- 1998: Hydrophonia
- 2005: Wall Street voodoo
- 2018: Manifesto of an alchemist (Roine Stolt's The Flower King)